# Peveragno
Peveragno – miejscowość i gmina we Włoszech, w regionie Piemont, w prowincji Cuneo.
Według danych na rok 2004 gminę zamieszkiwało 5207 osób, 76,6 os./km².